# 展毛阴地翠雀花
展毛阴地翠雀花（学名：Delphinium umbrosum var. hispidum）为毛茛科翠雀属下的一个变种。

## 扩展阅读
- 維基物種上的相關：展毛阴地翠雀花